# Kanton Le Mans-Nord-Ville
Der Kanton Le Mans-Nord-Ville war von 1982 bis 2015 ein französischer Wahlkreis im Arrondissement Le Mans, im Département Sarthe und in der Region Pays de la Loire.

## Geografie
Der Kanton lag im Zentrum des Départements Sarthe. Er grenzte im Nordwesten an den Kanton Le Mans-Nord-Campagne, im Norden und Osten an den Kanton Le Mans-Est-Campagne und im Süden und Südwesten an den Kanton Le Mans-Centre.   

## Gemeinden
Der Kanton bestand aus den Stadtvierteln Villaret, Gazonfier, Yzeuville und Clairefontaine im Norden der Stadt Le Mans.   

## Geschichte
Der Kanton Le Mans-Nord-Ville entstand bei der Neugliederung der Kantone in der Region Le Mans im Jahr 1982.